# Eerste Divisie 2017
La Eerste Divisie 2017 è la 17ª edizione del campionato di football americano di secondo livello, organizzato dalla AFBN.
Gli Eindhoven Raptors si sono ritirati il  28 marzo.

## Squadre partecipanti
| Club                   | Città               | Stadio | Sponsor ufficiale | Risultato nella stagione 2016 |
| ---------------------- | ------------------- | ------ | ----------------- | ----------------------------- |
| Alphen Eagles          | Alphen aan den Rijn |        |                   |                               |
| Amsterdam Crusaders II | Amsterdam           |        |                   |                               |
| Den Haag Raiders '99   | L'Aia               |        |                   |                               |
| Eindhoven Raptors      | Eindhoven           |        |                   |                               |
| Enschede Broncos       | Enschede            |        |                   |                               |
| Flevo Phantoms         | Almere              |        |                   |                               |
| Maastricht Wildcats    | Maastricht          |        |                   |                               |
| Nijmegen Pirates       | Nimega              |        |                   |                               |
| Tilburg Wolves         | Tilburg             |        |                   |                               |
| Utrecht Dominators     | Utrecht             |        |                   |                               |

## Stagione regolare

### Calendario

#### 1ª giornata
| 19 febbraio 2017, ore 14:00 | Alphen Eagles | 30 – 6 | Tilburg Wolves |  |

| 19 febbraio 2017, ore 14:00 | Den Haag Raiders '99 | 21 – 6 | Maastricht Wildcats |  |

#### 2ª giornata
| 26 febbraio 2017, ore 11:00 | Amsterdam Crusaders II | 14 – 8 | Flevo Phantoms |  |

| 26 febbraio 2017, ore 14:00 | Nijmegen Pirates | 6 – 18 | Lelystad Commanders |  |

| 26 febbraio 2017, ore 14:00 | Tilburg Wolves | 8 – 34 | Utrecht Dominators |  |

#### 3ª giornata
| 12 marzo 2017, ore 14:00 | Utrecht Dominators | 6 – 24 | Amsterdam Crusaders II |  |

| 12 marzo 2017, ore 14:00 | Eindhoven Raptors | 0 – 20 (a tavolino) | Maastricht Wildcats |  |

| 12 marzo 2017, ore 14:00 | Enschede Broncos | 22 – 14 | Alphen Eagles |  |

#### 4ª giornata
| 19 marzo 2017, ore 14:00 | Enschede Broncos | 12 – 6 | Utrecht Dominators |  |

| 19 marzo 2017, ore 14:00 | Tilburg Wolves | 0 – 44 | Amsterdam Crusaders II |  |

#### 5ª giornata
| 25 marzo 2017, ore 19:00 | Maastricht Wildcats | 12 – 58 | Lelystad Commanders |  |

| 26 marzo 2017, ore 11:00 | Amsterdam Crusaders II | 17 – 12 | Enschede Broncos |  |

| 26 marzo 2017, ore 14:00 | Den Haag Raiders '99 | 20 – 17 | Nijmegen Pirates |  |

| 26 marzo 2017, ore 14:00 | Flevo Phantoms | 6 – 7 | Alphen Eagles |  |

#### 6ª giornata
| 1º aprile 2017, ore 19:00 | Lelystad Commanders | 36 – 0 | Maastricht Wildcats |  |

| 2 aprile 2017, ore 14:00 | Alphen Eagles | 0 – 20 | Amsterdam Crusaders II |  |

| 2 aprile 2017, ore 14:00 | Tilburg Wolves | 6 – 47 | Enschede Broncos |  |

#### 7ª giornata
| 9 aprile 2017, ore 11:00 | Amsterdam Crusaders II | 56 – 0 | Tilburg Wolves |  |

| 9 aprile 2017, ore 15:00 | Flevo Phantoms | 18 – 13 | Utrecht Dominators |  |

| 9 aprile 2017, ore 15:00 | Nijmegen Pirates | 20 – 0 (a tavolino) | Eindhoven Raptors |  |

| 9 aprile 2017, ore 15:00 | Lelystad Commanders | 32 – 33 (d.t.s.) | Den Haag Raiders '99 |  |

#### 8ª giornata
| 16 aprile 2017, ore 14:00 | Eindhoven Raptors | 0 – 20 (a tavolino) | Den Haag Raiders '99 |  |

| 16 aprile 2017, ore 14:00 | Nijmegen Pirates | 35 – 14 | Maastricht Wildcats |  |

| 16 aprile 2017, ore 14:00 | Utrecht Dominators | 24 – 14 | Alphen Eagles |  |

| 16 aprile 2017, ore 14:00 | Tilburg Wolves | 0 – 82 | Flevo Phantoms |  |

#### 9ª giornata
| 23 aprile 2017, ore 14:00 | Den Haag Raiders '99 | 19 – 7 | Lelystad Commanders |  |

| 23 aprile 2017, ore 14:00 | Eindhoven Raptors | 0 – 20 (a tavolino) | Nijmegen Pirates |  |

#### 10ª giornata
| 7 maggio 2017, ore 14:00 | Enschede Broncos | 0 – 17 | Amsterdam Crusaders II |  |

| 7 maggio 2017, ore 14:00 | Maastricht Wildcats | 13 – 29 | Den Haag Raiders '99 |  |

| 7 maggio 2017, ore 14:00 | Lelystad Commanders | 20 – 0 (a tavolino) | Eindhoven Raptors |  |

| 7 maggio 2017, ore 14:00 | Alphen Eagles | 31 – 6 | Utrecht Dominators |  |

#### 11ª giornata
| 14 maggio 2017, ore 14:00 | Lelystad Commanders | 22 – 0 | Nijmegen Pirates |  |

| 14 maggio 2017, ore 14:00 | Maastricht Wildcats | 20 – 0 (a tavolino) | Eindhoven Raptors |  |

| 14 maggio 2017, ore 14:00 | Utrecht Dominators | 20 – 0 | Tilburg Wolves |  |

| 14 maggio 2017, ore 14:00 | Flevo Phantoms | 34 – 0 | Enschede Broncos |  |

#### 12ª giornata
| 21 maggio 2017, ore 11:00 | Amsterdam Crusaders II | 27 – 20 | Alphen Eagles |  |

| Nimega 21 maggio 2017, ore 14:00 | Nijmegen Pirates | 0 – 13 | Den Haag Raiders '99 | Sportpark Vossendijk |

| 21 maggio 2017, ore 14:00 | Eindhoven Raptors | 0 – 20 (a tavolino) | Lelystad Commanders |  |

| 21 maggio 2017 | Flevo Phantoms | 58 – 0 | Tilburg Wolves |  |

#### 13ª giornata
| 28 maggio 2017, ore 14:00 | Utrecht Dominators | 8 – 32 | Flevo Phantoms |  |

| 28 maggio 2017, ore 14:00 | Maastricht Wildcats | 20 – 34 | Nijmegen Pirates |  |

| 28 maggio 2017, ore 14:00 | Alphen Eagles | 39 – 8 | Enschede Broncos |  |

#### 14ª giornata
| 11 giugno 2017, ore 14:00 | Den Haag Raiders '99 | 20 – 0 (a tavolino) | Eindhoven Raptors |  |

| 11 giugno 2017, ore 14:00 | Enschede Broncos | 0 – 64 | Flevo Phantoms |  |

### Classifica
Le classifiche della regular season sono le seguenti:
- PCT = percentuale di vittorie, G = partite giocate, V = partite vinte, P = partite perse, PF = punti fatti, PS = punti subiti

#### Girone A
| Pos. | Squadra                | PCT   | G | V | N | P | PF  | PS  |
| ---- | ---------------------- | ----- | - | - | - | - | --- | --- |
| 1    | Amsterdam Crusaders II | 1.000 | 8 | 8 | 0 | 0 | 219 | 46  |
| 2    | Flevo Phantoms         | .750  | 8 | 6 | 0 | 2 | 298 | 47  |
| 3    | Alphen Eagles          | .500  | 8 | 4 | 0 | 4 | 155 | 119 |
| 4    | Enschede Broncos       | .375  | 8 | 3 | 0 | 5 | 101 | 197 |
| 5    | Utrecht Dominators     | .375  | 8 | 3 | 0 | 5 | 117 | 139 |
| 6    | Tilburg Wolves         | .000  | 8 | 0 | 0 | 8 | 20  | 371 |

#### Girone B
| Pos. | Squadra              | PCT   | G | V | N | P | PF  | PS  |
| ---- | -------------------- | ----- | - | - | - | - | --- | --- |
| 1    | Den Haag Raiders '99 | 1.000 | 8 | 8 | 0 | 0 | 175 | 75  |
| 2    | Lelystad Commanders  | .750  | 8 | 6 | 0 | 2 | 213 | 70  |
| 3    | Nijmegen Pirates     | .500  | 8 | 4 | 0 | 4 | 132 | 107 |
| 4    | Maastricht Wildcats  | .250  | 8 | 2 | 0 | 6 | 105 | 213 |
| 5    | Eindhoven Raptors    | .000  | 8 | 0 | 0 | 8 | 0   | 160 |

## Playoff

### Tabellone
|  | Semifinali | Semifinali             | Semifinali |                      |    | XVII Runners-Up Bowl | XVII Runners-Up Bowl | XVII Runners-Up Bowl |  |
|  |            |                        |            |                      |    |                      |                      |                      |  |
|  | 1A         | Amsterdam Crusaders II | 22         |                      |    |                      |                      |                      |  |
|  | 1A         | Amsterdam Crusaders II | 22         |                      |    |                      |                      |                      |  |
|  | 2B         | Lelystad Commanders    | 40         |                      |    |                      |                      |                      |  |
|  | 2B         | Lelystad Commanders    | 40         |                      | 2B | Lelystad Commanders  | 27                   |                      |  |
|  |            |                        |            |                      | 2B | Lelystad Commanders  | 27                   |                      |  |
|  |            |                        | 1B         | Den Haag Raiders '99 | 10 |                      |                      |                      |  |
|  | 2A         | Flevo Phantoms         | 1B         | Den Haag Raiders '99 | 10 | 22                   |                      |                      |  |
|  | 2A         | Flevo Phantoms         |            |                      |    |                      |                      |                      |  |
|  | 1B         | Den Haag Raiders '99   | 26         |                      |    |                      |                      |                      |  |

### Semifinali
| 18 giugno 2017 | Amsterdam Crusaders II | 22 – 40 | Lelystad Commanders |  |

| 18 giugno 2017 | Den Haag Raiders '99 | 26 – 22 | Flevo Phantoms |  |

### XVII Runners-Up Bowl
| 1º luglio 2017 | Lelystad Commanders | 27 – 10 | Den Haag Raiders '99 |  |

## Verdetti
- Lelystad Commanders Vincitori del Runners-Up Bowl 2017